# حصار أنداف
حصار أنداف (بالفارسية: حصار اندف) هي مستوطنة تقع في Khabushan District في إيران. يقدر عدد سكانها بـ 487 نسمة .